# Jim Stewart
James Garvin Stewart, detto Jim (Kilwinning, 9 marzo 1954), è un allenatore di calcio ed ex calciatore scozzese, di ruolo portiere, attualmente preparatore dei portieri.

## Carriera
Dal 2007 ricopre l'incarico di allenatore dei portiere dei Rangers e dal 2008 lavora anche per la Nazionale scozzese.

## Palmarès

### Giocatore

#### Competizioni nazionali
- Coppa di Lega scozzese: 1

Rangers: 1981-1982